# Pustary
Pustary – wieś w Polsce położona w województwie zachodniopomorskim, w powiecie kołobrzeskim, w gminie Dygowo.
Według danych z 1 stycznia 2011 r. wieś miała 312 mieszkańców.
W latach 1975–1998 miejscowość administracyjnie należała do województwa koszalińskiego.
Miejscowość położona około 10 km od Kołobrzegu. Pobliskie lasy są bogate w runo leśne zwłaszcza grzyby. Możliwa jest organizacja spływów kajakowych rzeką Parsętą do Kołobrzegu. Rzeka Parsęta i starorzecze Parsęty stanowią doskonałe tereny wędkarskie – występują : pstrąg, lipień, łosoś, troć. Na Parsęcie często organizowane są zawody wędkarskie – Ogólnopolskie Kołobrzeg TROĆ. 

## Zabytki
- zespół dworsko-parkowy, z drugiej poł. XIX, nr rej.: 975 z 28.01.1978:
  - neoklasycystyczny pałac z XIX w. leżący na terenie parku, parterowy z piętrowym ryzalitem, posiada skromne cechy neogotyckie[4]
  - park[5] o pow. 2,0 ha z dworem neoklasycystycznym z drugiej połowy XIX w., do którego prowadzi aleja starych, ponad stuletnich kasztanowców. Od strony północnej park graniczy ze stawem. Park tworzy głównie drzewostan bukowy, brak jest w nim warstwy krzewów. Od dworu do granicy parku biegnie aleja bukowo-dębowa. Znajdują się tu również modrzewie i jodła biała.

inne
- grodzisko stożkowate datowane na XII–XIV w., położone na wzgórzu, bezpośrednio na północ od drogi prowadzącej z Bogucina do Pustar. Wymiary: podstawa 30 x33 m, wysokość 3,5 – 4,0 m.